# Croce commemorativa per il IV Corpo d'armata sul fronte greco-albanese
La croce commemorativa per il IV Corpo d'armata sul fronte greco-albanese fu una medaglia non ufficiale realizzata per iniziativa privata, rivolta a tutti coloro che avessero militato nel IV Corpo d'armata di stanza sul fronte greco-albanese dell'esercito italiano durante la seconda guerra mondiale.

## Storia
Il IV Corpo d'armata italiano, dopo aver partecipato alle operazioni contro la Francia dal 21 al 25 giugno 1940 nel settore del Monginevro e della conca di Briançon, giunse in Albania tra il 4 dicembre 1940 e il 31 gennaio 1941, comandato dal Generale Camillo Mercalli.
Il suo ruolo era quello di assumere la difesa del settore dell'Osum a sud di Tirana e dal marzo 1941 venne chiamato a prendere parte alla fase di logoramento che precedette poi l'offensiva finale contro l'esercito greco.
Terminata l'offensiva passò alle dipendenze della 9ª Armata e rimase in Albania sino al settembre 1943 con compiti di presidio e mantenimento dell'ordine pubblico per conto del Regno d'Italia.

## Insegne
- La  medaglia è costituita da una croce greca patente in bronzo brunito riportante al centro un medaglione nel quale è inscritta l'aquila sabauda tenente tra le zampe un fascio littorio, il tutto circondato da un anello con la scritta "IV CORPO D'ARMATA" e sotto un nodo di Savoia. Su ciascun braccio è scritto il nome delle divisioni che componevano il IV Corpo d'Armata: "JULIA BARI" (in alto), "LUPI DI TOSCANA" (a destra), "CACCIATORI DELLE ALPI" (sotto), "SIENA PUSTERIA" (a sinistra). Sul retro la croce è piana e riporta al centro, lungo entrambi i bracci orizzontali, la frase "È TRA...E L'OSUM SUI FRONTI TENUTI DAL IV CORPO D'ARMATA...CHE FURONO SPEZZATE LE RENI AI GRECI" accompagnato da una "M" in corsivo per Mussolini. Sul braccio superiore si legge la scritta "FRONTE GRECO-ALBANESE" accompagnata da un fascio littorio e sul braccio inferiore si trovano le parole "DICEMBRE 1940-APRILE 1941 XIX E.F." (inteso qui come era fascista), accompagnate ancora da un fascio littorio.
- Il  nastro è bipartito di nero e di rosso ed affiancato su ciascun lato da una fascia tricolore.